# Projekt
Ein Projekt ist ein zielgerichtetes, einmaliges Vorhaben, das aus einem Satz von abgestimmten, gesteuerten Tätigkeiten besteht und durchgeführt werden kann, um unter Berücksichtigung von Vorgaben wie etwa Zeit, Ressourcen (zum Beispiel Finanzierung bzw. Kosten, Produktions- und Arbeitsbedingungen, Personal und Betriebsmittel) und Qualität ein Ziel zu erreichen.
Projekt leitet sich ab von lateinisch proiectum, Neutrum zu proiectus ‚nach vorn geworfen‘, Partizip Perfekt von proicere ‚vorwärtswerfen‘ (vgl. Projektil). Bei Projekten wird unter ‚nach vorn' eine zeitliche Dimension verstanden (siehe auch Terminplanung).
Das deutsche Wort kommt im späteren 17. Jahrhundert in Gebrauch in der Bedeutung „Bauvorhaben“.
Zur Durchführung von Projekten werden in der Regel Projektteams gebildet, denen Steuerungsaufgaben obliegen. Um deren Projektmanagement effizient zu gestalten, werden von Beratungsfirmen und Hochschulen spezielle Lehrgänge und von Software-Herstellern Werkzeuge angeboten.
Viele Projektmanagement-Lehren empfehlen, dass die Ziele bzw. Zielvorgaben eines Projektes nach den SMART-Regeln vorab formuliert werden (SMART = Spezifisch, Messbar, Akzeptiert, Realistisch, Terminiert). Für Forschungsprojekte gilt dies aber in der Regel nur bedingt.
Das strategische Vorgehen wird durch das im Rahmen der Projektdefinition – also noch vor Projektbeginn – beschriebene Projektziel bestimmt. Darauf basieren die nötigen Prozesse/Tätigkeiten und die hilfreiche Grundstruktur, welche den Umgang mit den Ressourcen festlegen.

## Definition
Aus Sicht des Arbeitsstudiums, das menschliche Arbeit in Organisationen untersucht, wird der Begriff „Projekt“ in verschiedenen Quellen ähnlich definiert:

„Vorhaben, das im Wesentlichen durch die Einmaligkeit aber auch Konstante der Bedingungen in ihrer Gesamtheit gekennzeichnet ist, wie z. B. Zielvorgabe, zeitliche, finanzielle, personelle und andere Begrenzungen; Abgrenzung gegenüber anderen Vorhaben; projektspezifische Organisation.“

„Ein zeitlich definiertes und begrenztes Vorhaben mit dem Ziel, ein einmaliges Produkt, eine Dienstleistung oder ein Ergebnis zu schaffen.“

„Eine für einen befristeten Zeitraum geschaffene Organisation, die den Auftrag hat, mindestens ein Produkt entsprechend einem vereinbarten Business Case zu liefern.“

„Ein Projekt ist ein einmaliges, zeitlich befristetes, interdisziplinäres, organisiertes Vorhaben, um festgelegte Arbeitsergebnisse im Rahmen vorab definierter Anforderungen und Rahmenbedingungen zu erzielen.“

„sachlich und zeitlich begrenzte Aufgabe, die interdisziplinär angegangen wird.“

Eine Aufgabenstellung kann und sollte in der Regel als Projekt betrachtet werden, sofern das zu lösende Problem relativ komplex erscheint, der Lösungsweg zunächst unbekannt ist, eine Zielrichtung und ein Zeitrahmen vorliegen und/oder bereichs-/fachübergreifende Zusammenarbeit erforderlich ist.
Die Komplexität des Problems liegt beispielsweise darin, dass:
- es eine Vielzahl von Lösungswegen gibt, deren Erfolg zu Projektbeginn unbekannt ist,
- das Ziel bei genauer Analyse widersprüchliche Teilziele enthält (Zielkonflikte),
- die involvierten bzw. zusammenarbeitenden Organisationen oder Instanzen unterschiedlichen Sachlogiken gehorchen,
- zwischen den einzelnen Maßnahmen zur Zielerreichung vielfältige Wechselwirkungen bestehen.

Meist wirken alle diese Faktoren zusammen.
Die Gesamtheit der Tätigkeiten, die mit der erfolgreichen Abwicklung eines Projekts zusammenhängen, mündet in einen Regelkreis zur Steuerung von Projekten. Wichtig sind verlässliche Anfangs- und Enddaten zur Planung des Vorhabens und Zusagen für die benötigten Ressourcen im Rahmen eines Projektplans. Im Rahmen großer Investitions- und Bauvorhaben verwenden Engineering- und Projektgesellschaften spezielle Projektkontenrahmen und vorhabensorientierte Projektkontenpläne zur leistungsgerechten Strukturierung der Projektpläne und zur ordnungsgemäßen Erfassung und Abrechnung der Planungs- und Bauleistungen.
In der Regel birgt ein Projekt – im Gegensatz zu regelmäßigen, stets ähnlich durchgeführten, großteils identischen Vorhaben – meist ein höheres Risiko des Scheiterns und wird in einer speziellen und befristeten Organisationsform, der so genannten Projektorganisation, abgewickelt, innerhalb derer auf das Ziel hingearbeitet wird.
Typische Projekte sind Produktentwicklungs-, (Re-)Organisations-, EDV-, Sanierungs- oder Bauprojekte.
Organisationen, die regelmäßig ähnliche Projekte durchführen, sollten bestrebt sein, diese zu Produkten weiterzuentwickeln. Dies wird selten uneingeschränkt möglich sein. Jedoch ist eine Standardisierung des Vorgehens, die den Lerneffekt aus vorangegangenen Projekten wieder in neue Projekte einfließen lässt, ein Vorteil gegenüber einer ständigen „Neuerfindung des Rades“. Diese Standardisierung äußert sich in der Regel in definierten Prozessen, in denen neue Projekte angegangen werden, sowie in vorhandenen Schablonen für Dokumentationen etc., die zwar ggf. projektspezifisch angepasst werden, jedoch bereits die Punkte enthalten, die – aus Erfahrung – nicht vergessen werden sollten.

## Projekt in der Didaktik
Neben Projekten im Wirtschaftsbereich gibt es Projekte im Pädagogikbereich mit einer andersartigen Definition und Aufgabenstellung.  Diese wurden bereits zu Anfang des 20. Jahrhunderts von John Dewey, William Heard Kilpatrick u. a. als Gegenentwurf zum kopfbetonten Frontalunterricht entwickelt. Es handelt sich um Lehr- und Lernformen, mit denen bestimmte Unterrichts- und Erziehungsziele erreicht werden sollen. Als didaktische Konzeptionen werden sie einerseits lediglich als Methode (Frey), andererseits (komplexer) als eine sozialintegrative Unterrichtsform (Warwitz/Rudolf, Bastian u. a.) verstanden und eingesetzt, bei der die Impulse der Lernprozesse nicht vom Lehrer allein ausgehen, sondern in Interessenabstimmung von der gesamten Lehr- und Lerngemeinschaft gestaltet werden. Bei dem Verständnis als komplexer Unterrichtsform werden neben den Lernwegen und der Organisation des Unterrichts (= Methoden) auch die Inhalte, Ziele, Begründungsfragen und Lernerfolgskontrollen der Lernprozesse miteinander ausgehandelt und gemeinsam verantwortet. Ist die anspruchsvollere Form des Projektunterricht durch bestimmte harte Kriterien definiert, so hat der Projektorientierte Unterricht die Funktion, methodisch und motivational auf ihn hinzuarbeiten. Dabei wird von bestimmten Fächern ausgegangen, die sich einer interdisziplinären Kooperation öffnen, etwa als „Projektorientierter Physik-, Deutsch- oder Sportunterricht“. Beide Unterrichtsformen werden vereinfachend auch bisweilen als „Projektarbeit“ bezeichnet.

## Umgangssprachliche Bedeutung
Nicht konform im Sinne der zeitlichen Begrenztheit, jedoch im Sinne der thematisch/organisatorischen Abgrenzung vom „Normalfall“, also mit der Bedeutung, dass es „etwas Besonderes“ sei, verwendet man die Bezeichnung Projekt auch, um:
- „alternative Lebensweisen, karitative Einrichtungen oder gemeinnützige Organisationen usw.“ zu beschreiben. Z. B.: „Wohnprojekt“ oder „Arbeitslosenprojekt“. Die in diesen Bereichen häufig vorzufindende sogenannte Projektfinanzierung der öffentlichen Hand für begrenzte, allerdings immer wieder neu zu beantragende Vorhaben hat diese Namenskonvention wohl begünstigt (z. B. für sogenannte ständige Projekte sozialer Einrichtungen).
- einen noch nicht abgeschlossenen Prozess der Entwicklung zu benennen.
- etwas Neues im Bereich Kunst zu bezeichnen. So bezeichnen sich viele junge Musikgruppen (z. B. The Alan Parsons Project) als „Projekt“ (wegen eines höheren Aufmerksamkeitseffekts und mit der Nebenbedeutung, diese Bezeichnung fallenzulassen, wenn man sich für etabliert hält).

Sprachwörterbücher (z. B. Duden) definieren Projekte eher in diesem allgemeineren Sinn als Planung, Unternehmung, Entwurf oder Vorhaben.
In der psychosozialen Betreuung und der sozialen Arbeit werden (neue) Angebote oft ebenfalls als Projekte bezeichnet, auch wenn sie von vornherein als dauerhaft oder wiederkehrend konzipiert werden, unabhängig von deren Finanzierung.

## Projektarten
Projekte können nach folgenden Gliederungskriterien klassifiziert / differenziert werden (Beispiele). Die individuellen Besonderheiten in diesen Projektarten führten in der Projektorganisation zur Entwicklung spezieller Vorgehensweisen und Bearbeitungstechniken.

### Inhalt / Wirtschaftszweig / Branche
- Bauprojekte / Investitionsprojekte
- IT-Projekte / Softwareentwicklungsprojekte
- Produktentwicklungsprojekte / Innovationsprojekte
- Forschungs- und Entwicklungsprojekte
- Lernprojekte/Didaktische Projekte
- Organisations(entwicklungs)projekte
- Logistikprojekte
- Qualitätsprojekte / Methoden(einführungs)projekte
- Marketingprojekte
- Kulturprojekte
  - Musikprojekte
  - Inszenierungen (Schauspielprojekte)
  - Ausstellungen (Kunstprojekte)

### Anlass
- Vorprojekte / Planungsprojekte
- Neuentwicklung oder Wartungsprojekte
- Migrationsprojekte (Ablösen alter Systeme)

### Beteiligung bzw. Initiierung
- interne Projekte
  - abteilungsinterne Projekte
  - abteilungsübergreifende Projekte
- externe Projekte
  - Kundenprojekte
  - unternehmensübergreifende Projekte

### Komplexität
- Kleinprojekte
- Projekte
- Großprojekte / Programme

### Wiederholungsgrad
- Pionierprojekte
- Routineprojekte

## Rollen in Projekten
- Projektauftraggeber (PAG)
- Projektentscheider

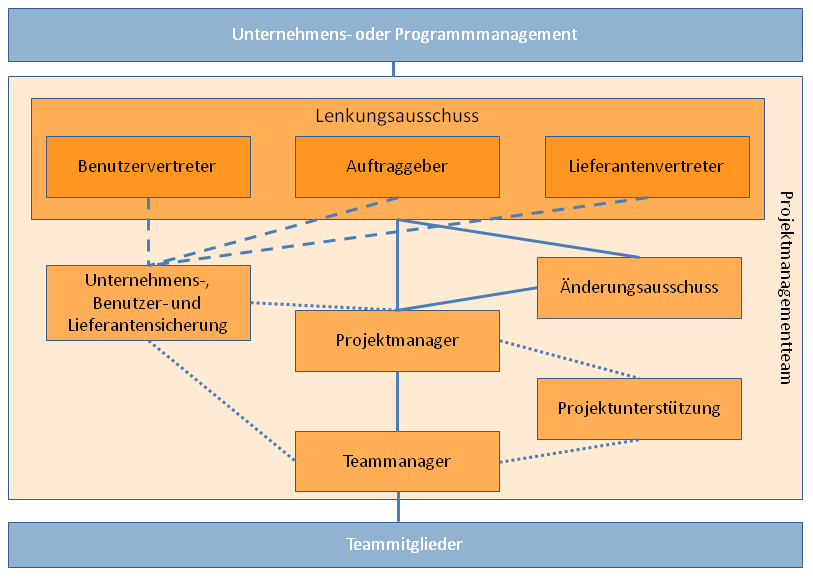
Rollen in PRINCE2-Projekten

- Projektleiter/Projektmanager (PL, PM)
- Fachentscheider (-kreis)
- Teilprojektleiter (TPL)
- Requirements-Engineer
- Planung und Controlling Manager
- Usability Manager
- Projektmitarbeiter, ihre Gesamtheit = „Projektteam“
- Steering Committee/Projektlenkungsausschuss („PLA“)
- Review Team (Qualitätsmanager; vor allem bei Softwareentwicklungsprojekten)
- Tätigkeitsbasierte Rollen wie: Architekt, Programmierer, Tester …
- Projektträger (zur Organisation von Projektförderung)

Je nach Projektsituation (z. B. der Größe eines Projekts) können bestimmte Rollen in „Personalunion“ besetzt sein, Mitarbeiter können ggf. auch gleichzeitig in mehreren Projekten tätig sein.